# 知の拠点あいち

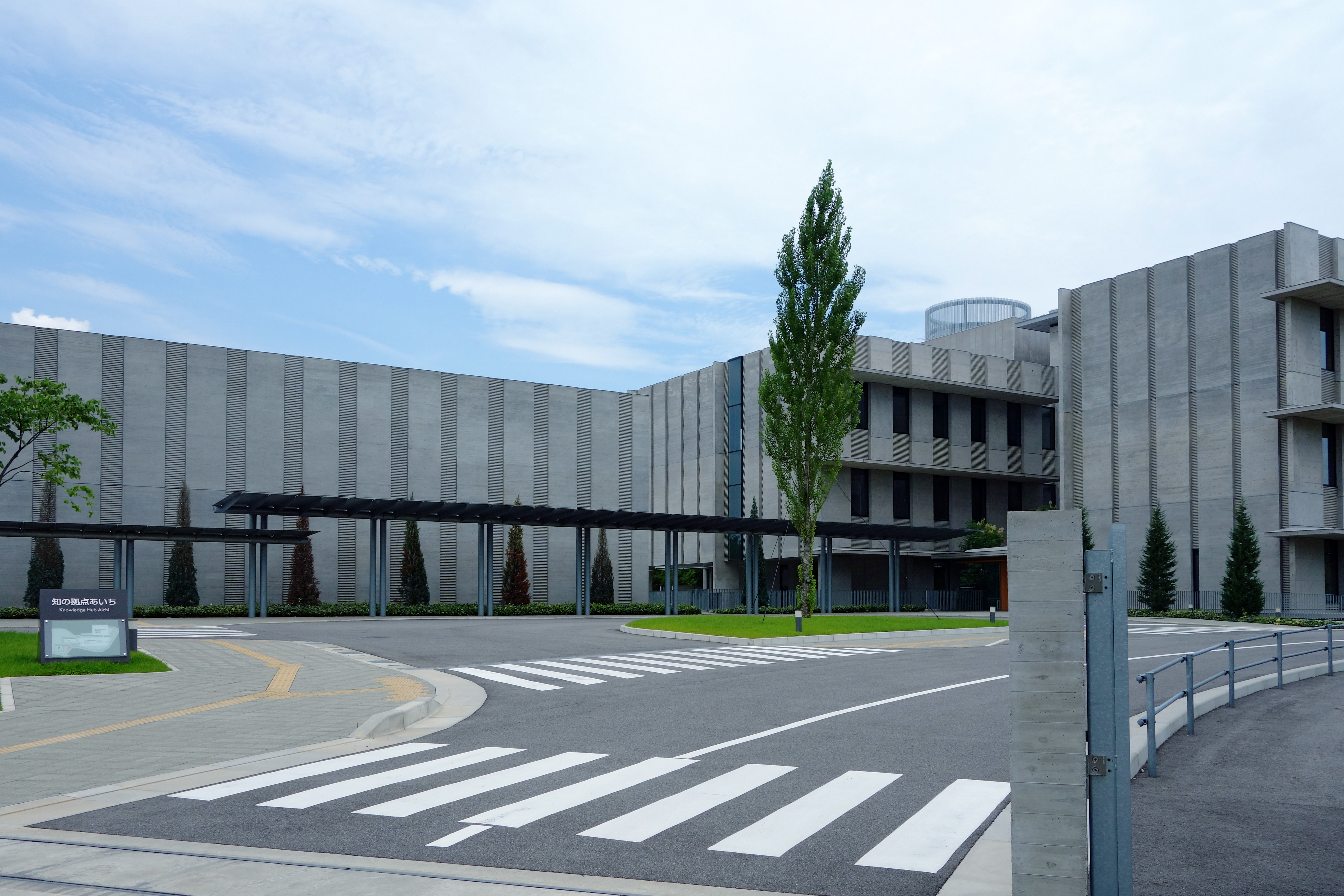
あいち産業科学技術総合センター（Aichi Center for Industry and Science Technology Headquarters）

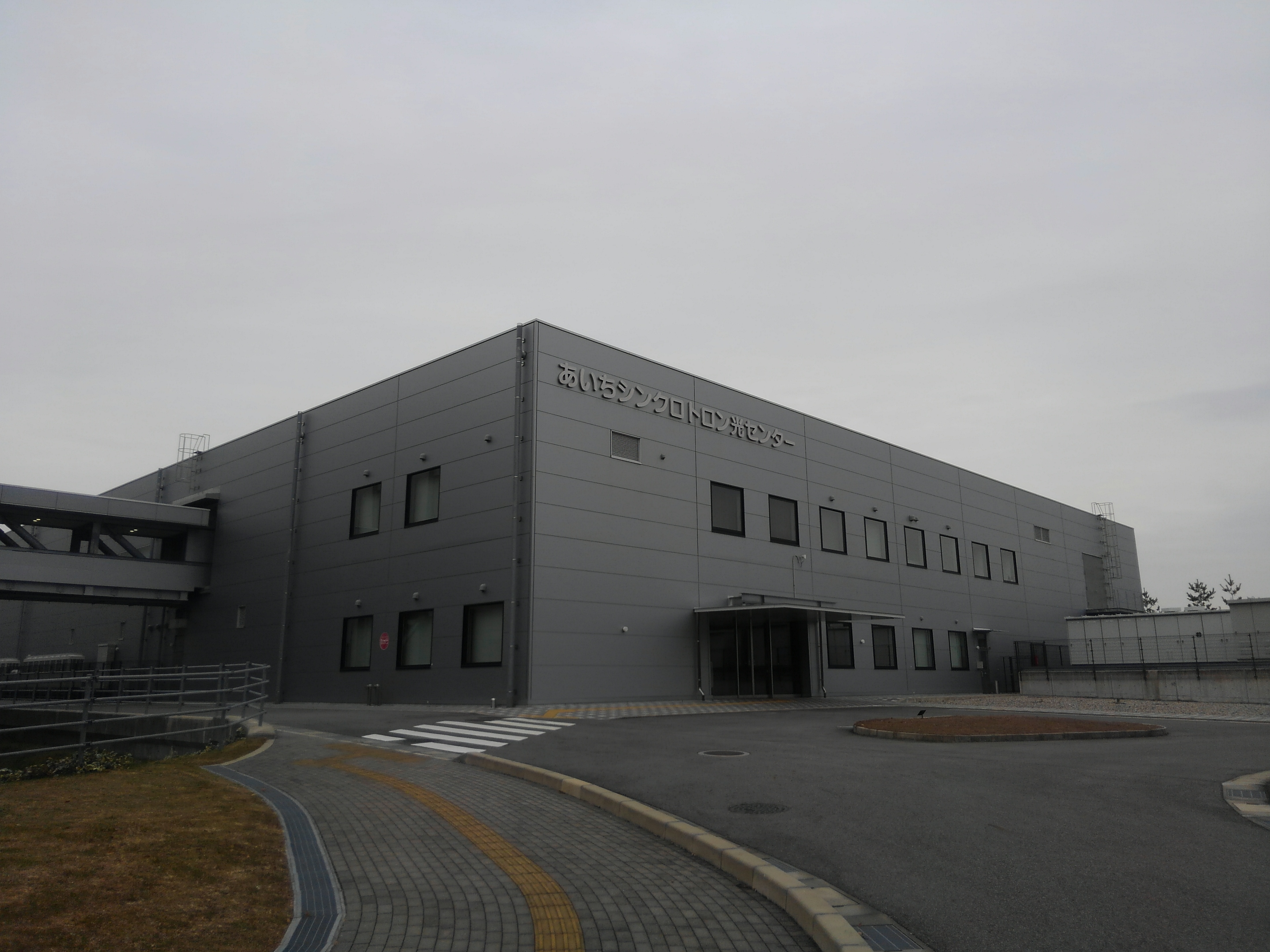
あいちシンクロトロン光センター（AichiSR）

知の拠点あいち（ちのきょてんあいち、英語：Knowledge Hub Aichi）は、愛知県豊田市と瀬戸市に跨る、愛知県が名古屋東部丘陵地域に整備を進めている産学官連携による共同研究開発拠点である。

## 歴史

### 沿革
- 1993年3月 - 「科学技術交流センター（仮称）基本計画」策定（複合的研究交流拠点施設の整備）[2]。
- 1994年9月 - 財団法人科学技術交流財団の設立（2011年4月：公益財団法人に移行）。
- 2006年3月 - 「第2期愛知県科学技術基本計画」策定（「次世代モノづくり技術の創造・発信の拠点」の整備）。
- 2007年3月 - 「知の拠点」基本計画策定。
- 2009年12月 - 文部科学省「地域産学官共同研究拠点整備事業」の採択。
- 2010年4月 - 「知の拠点」起工式。
- 2012年2月 - あいち産業科学技術総合センター供用開始。
- 2013年3月 - あいちシンクロトロン光センター供用開始。
- 2016年3月 - 新エネルギー実証研究エリア供用開始。

## 組織

### あいち産業科学技術総合センター
「あいち産業科学技術総合センター」は、知の拠点あいちの主施設として産学官の共同研究の場の提供、高度計測分析機器や試作評価機器を設置し地域企業の研究開発を支援している。

### 科学技術交流財団
公益財団法人科学技術交流財団は1994年9月に設立され、2012年2月に活動拠点を知の拠点あいちに移転した。産学官の連携と協力を基盤に、研究者・技術者による科学技術に関する研究交流や共同研究活動の推進、研究開発成果の普及の取組を基本事業としている。知の拠点あいち重点研究プロジェクトの推進機関として、産学官による共同研究開発の推進と、付加価値の高いモノづくり技術の開発を支援している。 

### あいちシンクロトロン光センター
「あいちシンクロトロン光センター」（AichiSR）は知の拠点あいちの基幹施設であり、ナノレベルの先端・計測分析施設として企業や大学等の利用よる産業振興寄与を目的として2013年3月22日に供用開始。国内の放射光施設（8施設）で最も新しい（2015年時点）施設で、公益財団法人科学技術交流財団が運営管理している。自動車部品メーカーのデンソーが、このセンター初となる企業専用のビームラインを設置、2016年4月から利用開始した。

## 施設

### 施設構成
|          | あいち産業科学技術総合センター | あいちシンクロトロン光センター                                                                                         | 新エネルギー実証研究エリア                                                                                               |
| -------- | --- | --- | --- |
| 位置付け | 知の拠点あいちの主施設 | 産業利用を主目的とした地域共同計測分析施設                                                                             | 新エネルギー分野技術の実用化促進のため企業等が同分野で行う実証研究を支援する施設                                         |
| 所在地   | 愛知県豊田市八草町秋合1267番1 | 愛知県瀬戸市南山口町250番3                                                                                             | 愛知県瀬戸市南山口町地内                                                                                                 |
| 機能     | 産学官による共同開発の推進、高度計測分析機器による依頼試験、研究成果の活用支援（試作品の作製・評価等）、科学技術の普及啓発、次世代のモノづくりを担う技術人材育成 | シンクロトロン光によるナノレベルの計測分析                                                                             | 実証研究フィールドの企業提供による新エネルギー関連技術の実用化支援、企業向け新エネルギー相談窓口、新エネルギーの普及啓発 |
| 整備主体 | 愛知県 | 公益財団法人科学技術交流財団                                                                                           | |
| 運営組織 | あいち産業科学技術センター | 公益財団法人科学技術交流財団（運営支援：愛知県、大学連合（名古屋大学、名古屋工業大学、豊橋技術科学大学、豊田工業大学） | |

## アウトリーチ活動

### ウェブ
あいち産業科学技術総合センターニュース
あいち産業科学技術総合センターの技術情報紹介、催事情報等が掲載された情報誌を毎月発行。

### 施設公開
科学技術展示コーナー
あいち産業科学技術総合センターには、光とナノの世界、先端科学の基本を理解することができる「科学技術展示コーナー」があり、見学者（要予約）に公開されている。
「知の拠点あいち」一般見学会
知の拠点あいちの一般見学会を2017年4月の科学技術週間内（2日間）に開催（申込先着順）。

### 児童・生徒向け教室
「知の拠点あいち」こども科学教室
知の拠点あいちにおいて夏休み期間中の小学生を対象としたこども科学教室を県内企業・大学等の協力のもと開催。

### 公開講座
「知の拠点あいち」サイエンスフェスタ
あいち産業科学技術総合センターでは、科学技術を身近に感じ、親しみを得られるよう、「知の拠点あいちサイエンスフェスタ2017」を2017年3月に開催。

### 研究成果発表
あいちシンクロトロン光センター成果発表会
「成果公開無償利用事業」に採択された利用課題や、あいち産業科学技術総合センターがシンクロトロン光を利用して行った研究成果、光ビームプラットフォームの施設間連携事業の成果を2018年3月23日に紹介（申込先着順）。

## 利用情報

### 開館時間
- 開館時間：8時45分～17時30分
- 休館日：土曜日・日曜日・祝日、年末年始（12月29日～1月3日）[15]

## 交通アクセス

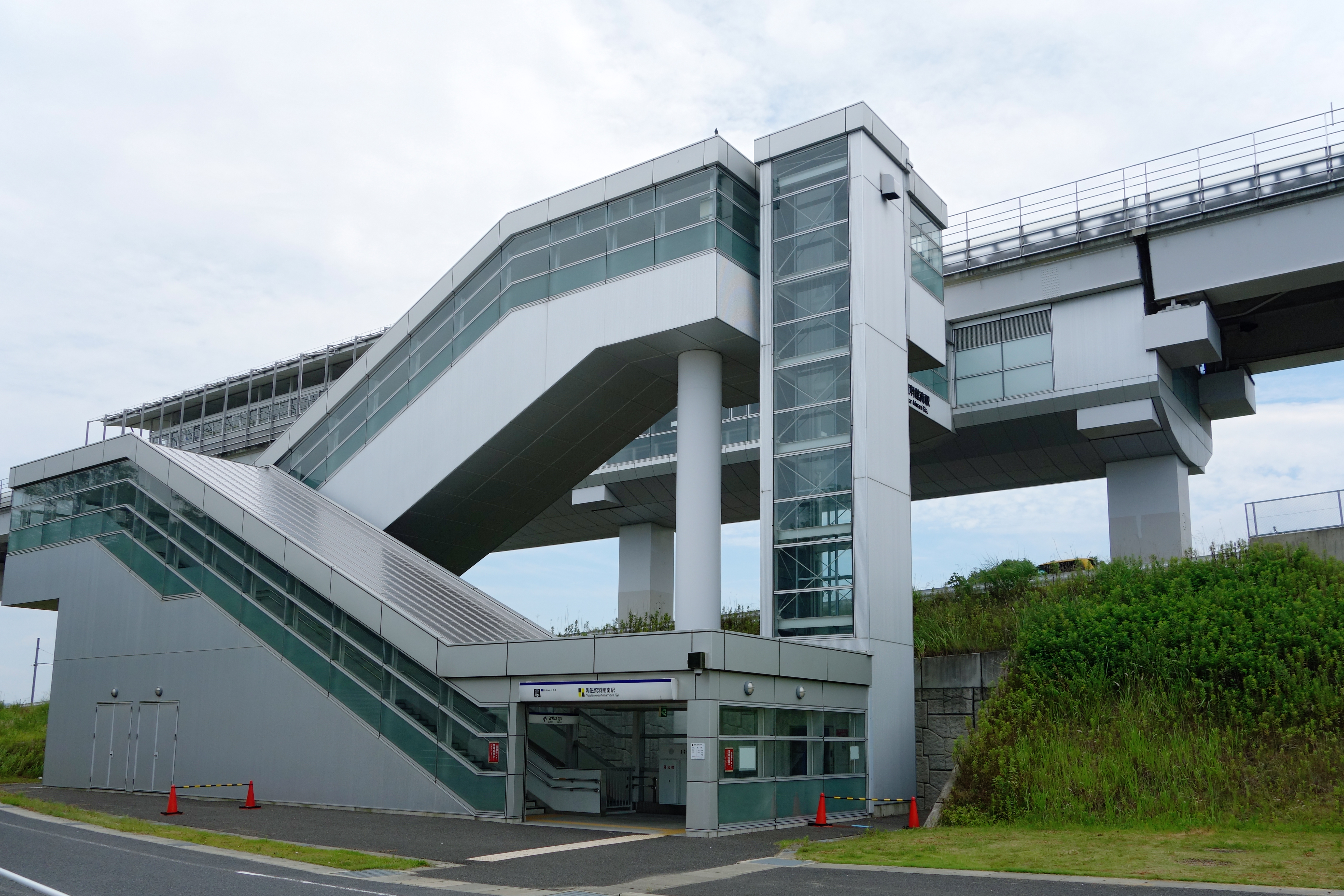
愛知高速交通東部丘陵線（リニモ） 陶磁資料館南駅

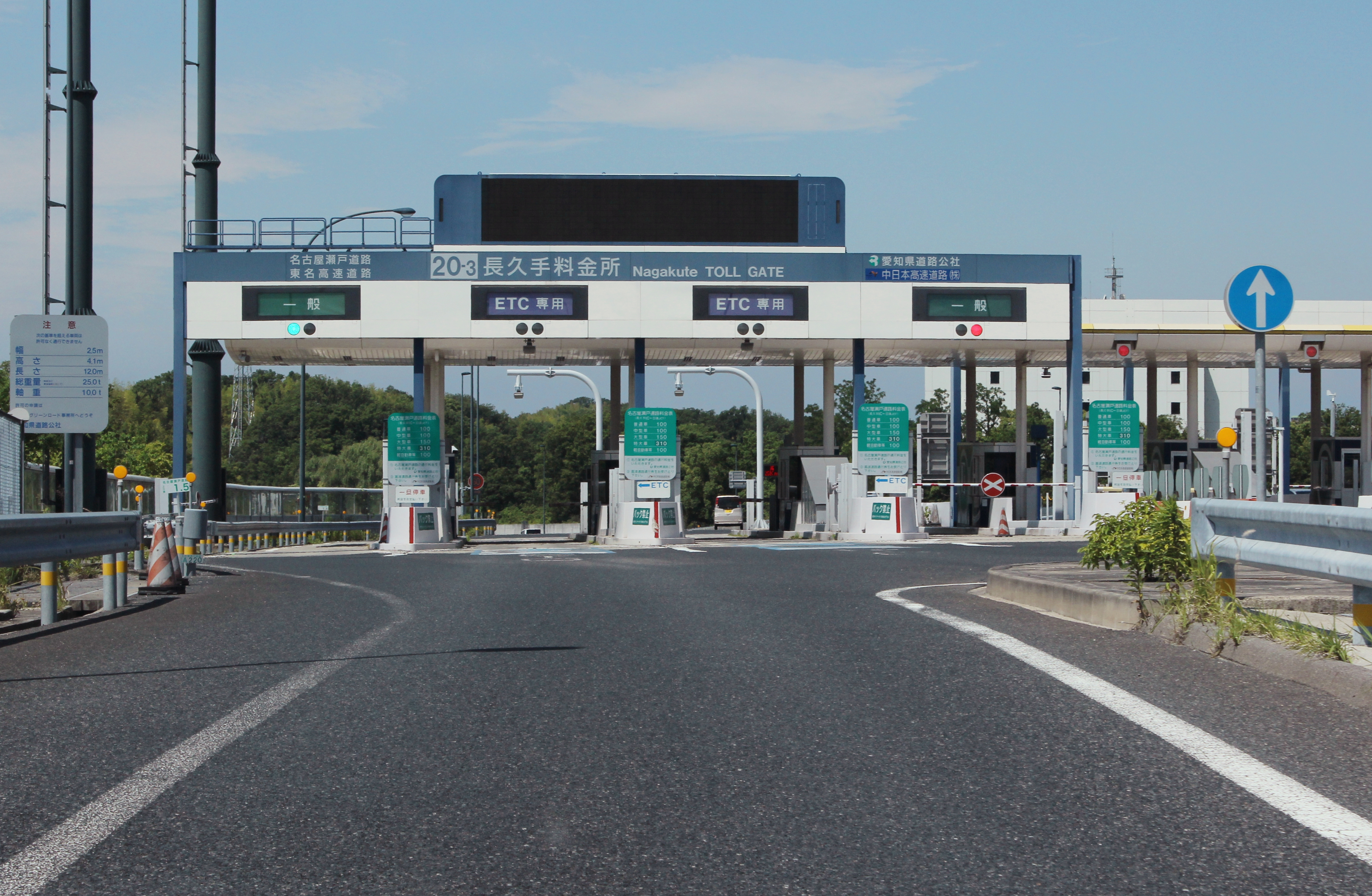
名古屋瀬戸道路 長久手IC

### 鉄道
- 愛知高速交通東部丘陵線（リニモ） 陶磁資料館南駅から徒歩[16]。

### 自動車
- 東名高速道路 名古屋ICよりグリーンロード（県道60号・同6号）を東へ約7Km。
- 名古屋瀬戸道路 長久手ICよりグリーンロード（県道6号）を東へ約3km（東名高速道路 日進JCT経由）
- 猿投グリーンロード 八草ICより西へ約800m（東海環状自動車道 豊田藤岡IC経由）。